# Commelina firma
Commelina firma är en himmelsblomsväxtart som beskrevs av Friedrich Welwitsch och Charles Baron Clarke. Commelina firma ingår i släktet himmelsblommor, och familjen himmelsblomsväxter. Inga underarter finns listade.